# 荒木治丞
荒木 治丞（ファンモク チスン、韓国語：황목치승、日本名 : あらき はるすけ、1985年6月21日 - ）は、大韓民国の済州特別自治道出身の元プロ野球選手（内野手）。LGツインズに所属していた。
祖父は荒木（あらき）姓の日本人。韓国人女性と結婚して済州島に移り住み、自身の姓を韓国語読みしたファンモク姓を名乗り、その名字を自身の息子、そして孫の治丞も受け継いで現在に至っている。

## 来歴・人物

### 日本時代
中学校卒業後に野球留学で日本に渡り、京都韓国学園（現：京都国際高等学校）に入学するが、甲子園への出場歴はなかった。
その後亜細亜大学へ進学して硬式野球部に所属した。
卒業後はセガサミーに入社して硬式野球部に2008年から2011年まで4年間在籍。セガサミーではケガが相次いで活躍できず、4シーズンで戦力外となって退部した。

### 韓国独立チーム時代
その後韓国に戻り、プロになることを諦め兵役義務を果たそうとしたが、足首の手術歴が兵役免除の対象となり、2年間の時間ができたことで再びプロ入りへと動き出した。済州島の友人の助けを借りて練習を再開。独立チームの高陽ワンダーズに入団、2シーズンプレーした。

### LG時代
2014年にLGツインズと契約してプロ入りを果たした。
7月に一軍初昇格を果たし、8月には初めて先発出場するなど、2014年は一軍で37試合に出場した。
その後は主に代走・守備要員として一軍通算154試合に出場、46安打（0本塁打）を記録したが、2017年限りで本人の意向により現役を引退した。

### 引退後
今後は日本で家族の事業を継ぐ。
2019年9月30日、蚕室野球場で元LGの選手として紹介され、ロッテジャイアンツ-LGツインズ戦の試合前の始球式を務めた。

## 詳細情報

### 年度別打撃成績
| 年 度     | 球 団     | 試 合 | 打 席 | 打 数 | 得 点 | 安 打 | 二 塁 打 | 三 塁 打 | 本 塁 打 | 塁 打 | 打 点 | 盗 塁 | 盗 塁 死 | 犠 打 | 犠 飛 | 四 球 | 敬 遠 | 死 球 | 三 振 | 併 殺 打 | 打 率 | 出 塁 率 | 長 打 率 | O P S |
| --------- | --------- | ----- | ----- | ----- | ----- | ----- | -------- | -------- | -------- | ----- | ----- | ----- | -------- | ----- | ----- | ----- | ----- | ----- | ----- | -------- | ----- | -------- | -------- | ----- |
| 2014      | LG        | 37    | 51    | 46    | 11    | 14    | 0        | 1        | 0        | 16    | 3     | 2     | 2        | 4     | 0     | 1     | 0     | 0     | 9     | 1        | .304  | .319     | .348     | .667  |
| 2015      | LG        | 24    | 74    | 71    | 13    | 19    | 3        | 1        | 0        | 24    | 8     | 2     | 0        | 0     | 1     | 2     | 0     | 0     | 10    | 2        | .268  | .284     | .338     | .622  |
| 2016      | LG        | 48    | 39    | 39    | 7     | 7     | 3        | 0        | 0        | 10    | 4     | 2     | 2        | 0     | 0     | 0     | 0     | 0     | 9     | 0        | .180  | .180     | .256     | .436  |
| 2017      | LG        | 45    | 34    | 29    | 14    | 6     | 0        | 0        | 0        | 6     | 3     | 2     | 0        | 2     | 1     | 1     | 0     | 1     | 6     | 0        | .207  | .250     | .207     | .457  |
| 通算：4年 | 通算：4年 | 154   | 198   | 185   | 45    | 46    | 6        | 2        | 0        | 56    | 18    | 8     | 4        | 6     | 2     | 4     | 0     | 1     | 34    | 3        | .249  | .266     | .303     | .568  |

### 背番号
- 106 （2014年 - 同年途中）
- 68 （2014年途中 - 同年終了）
- 0  （2015年 - 2017年）